# Mario Perazzolo
Mario Perazzolo (Pàdua, 7 de juny de 1911 - Pàdua, 3 d'agost de 2001) fou un futbolista italià de les dècades de 1930 i 1940 i entrenador.
Durant la seva carrera defensà els colors dels clubs Calcio Padova, ACF Fiorentina, Genoa CFC, on guanyà la copa italiana de la temporada 1936-37, Brescia Calcio i Siracusa.
Fou internacional amb Itàlia entre 1936 i 1939, amb la qual disputà 8 partits i participà en el Mundial de 1938 on es proclamà campió.

## Palmarès
Genoa
- Coppa Italia: 1936-37

Itàlia
- Copa del Món 1938